# Jean Vuaillat
Pour les articles homonymes, voir Vuaillat.
Jean Vuaillat est un prêtre catholique français, poète et biographe. Il a été prêtre à Lyon ainsi que dans de petites villes des régions de la Loire et du Rhône jusqu'à ce qu'il devienne chanoine à la cathédrale de Lyon en 1982.
Il a publié de nombreux recueils de poésie et plusieurs biographies.

## Distinctions
L’Académie française lui a décerné cinq prix littéraires :
- 1966 : prix Véga et Lods de Wegmann pour Solitude de neige.
- 1970 : prix Archon-Despérouses pour Douze psaumes
- 1976 : prix Marie Havez-Planque pour Apprivoiser la mort
- 1980 : prix Capuran pour Mariales et signets pour Noël
- 1996 : prix François Coppée pour Ciels d’arrière-saison